# اتحادیه کل دانشجویان فلسطین
اتحادیه کل دانشجویان فلسطین (PUP) (عربی: الإتحاد العام لطلبة فلسطين)، سازمانی است که سازماندهی دانشجویان فلسطینی از اوایل دهه ۱۹۲۰ را مدیریت می‌کند که به‌طور کلی یکی از اولین موسسات فلسطینی بشمار می‌آید. این اتحادیه کارش را رسماً در سال ۱۹۵۹ در قاهره آغاز کرد.
بسیاری از سیاستمداران، نویسندگان، روزنامه‌نگاران و رزمندگان فلسطینی عضویت یا رهبری این اتحادیه را بر عهده داشتند. از جمله آن‌ها یاسر عرفات، حنان عشراوی، فیصل حسینی، ولید خالدی و بسیاری دیگر می‌باشند.
این سازمان عضو اتحادیه جوانان دموکراتیک جهان است.